# Hans Busk
Hans Busk, zwany starszym (ur. 28 maja 1772, zm. 8 lutego 1862) – uczony i poeta walijski.
Wywodził się ze starej normandzkiej rodziny Du Busc. Jeden z jego przodków został w 1668 roku mianowany markizem Fresney. Prawnuk markiza naturalizował się w Anglii w 1723. Jego potomkiem był Wordsworth (albo Wadsworth) Busk, ojciec Hansa Buska. Matką poety była Alice Parish, córka Edwarda Parisha z Ipswich i Walthamstow. Hans Busk urodził się 28 maja 1772 roku. Pełnił odpowiedzialne funkcje. Był lokalnym działaczem, sędzią pokoju i szeryfem. W wolnych chwilach studiował literaturę starożytną i współczesną. Tworzył w języku angielskim. Wydał kilka tomów poetyckich, w tym Fugitive Pieces in Verse (1814), The Vestriad or the Opera, a Mock Epic Poem, in Five Cantos (1819), The Banquet, in Three Cantos (1819), The Dessert, to which is Added the Tea (1820) i The Lay of Life (1834). The Lay of Life jest skomponowany oktawą. Niekiedy poeta stosował aliterację: The price and proof and pattern of affection (The Lay of Life). Zmarł 8 lutego 1862 roku. Zostawił po sobie żonę i siedmioro dzieci, dwóch synów i pięć córek. Najstarszym jego synem był Hans Busk młodszy (ur. 1815, zm. 1882).